# Made in Jamaica
Pour les articles homonymes, voir Jamaica.
Pour plus de détails, voir Fiche technique et Distribution.
Made in Jamaica est un film documentaire franco--américain réalisé par Jérôme Laperrousaz, sorti en 2007. 
Produit par Pascal Hérold, ce documentaire met en scène différents artistes jamaïcains du roots reggae et du dancehall, tels que Toots and The Maytals, Gregory Isaacs, Third World, Bunny Wailer, Beres Hammond, Capleton, Tanya Stephens pour la partie roots reggae et Bounty Killer, Elephant Man, Vybz Kartel et Lady Saw pour le dancehall). 

## Synopsis
Made In Jamaica est un film traitant de la musique et de la société jamaïcaine des années 1960 à nos jours. Ce film met en parallèle le roots reggae et le reggae dancehall, en s'appuyant sur les textes des chansons, l'état d'esprit des artistes, etc.

## Fiche technique
- Titre : Made in Jamaica
- Réalisation : Jérôme Laperrousaz
- Scénario : Jérôme Laperrousaz
- Photographie : Jean-Marie Dreujou
- Montage :  Delphine Desfons
- Musique :
- Son :  
  - Ingénieurs du son : François Domerc, Jean-Pierre Fénié, Jean-Marc Bidaubayle
  - Montage son : Hélène Lemorvan
  - Mixage son : François Groult
  - Montage musique : Rémi Durel
  - Mixage musique : Doc Marshall
- Producteur : Pascal Hérold
- Productrice associée : Charlotte Lawrence
- Directrices de production : Hélène Vager, Claire Marcenet
- Société de production :  Hérold et Family, Lawrence Pictures (coproduction)
- Société de distribution :  MK2 Films  (France), ArtMattan Productions (États-Unis), Cinemavault (distribution internationale)
- Pays de production :   France,  États-Unis
- Langue de tournage : Français
- Métrage : 2 980 mètres
- Format : Couleur — 35 mm — 1,85:1 — Son : HD Multicanal 5.1
- Genre : Film documentaire
- Durée : 110 minutes (1 h 50)
- N° de Visa : 114031 en date du 14 mai 2007
- Dates de sortie :
  - France : 13 juin 2007
  - Japon : 5 juillet 2008

## Distribution
- Capleton
- Elephant Man
- Bunny Wailer
- Bounty Killer
- Gregory Isaacs
- Tanya Stephens
- William 'Bunny Rugs' Clarke] (en)
- Beres Hammond
- Lady Saw
- Toots and the Maytals
- Joseph Current
- Vybz Kartel
- Stephen 'Cat' Coore
- Third World
- Shiah Coore (en)
- Robbie Shakespeare
- Sly and Robbie
- Toots Hibbert
- Brick and Lace
- Eudaldo Guarin
- Alaine Laughton
- Doctor Marshall
- Richard Daley
- Bogle

## À noter
- Une tournée française en 2007 a permis de faire la promotion de ce film. Des chanteurs et groupes présents dans le film (tels que Bunny Wailer, Capleton ou encore The Skatalites) ont participé à une tournée appelée Made In Jamaica Tour 2007.
- Jérôme Laperrousaz a aussi réalisé "Génération Reggae", un reportage diffusé sur France 5 et qui reprend plusieurs sons de la bande-originale du film et donne la paroles aux artistes.
- Le but de ce film est de montrer au spectateur, l'objectif que ces chanteurs ont dans la vie (grâce à la musique entre autres), ils sont là pour faire passer leur message, notamment concernant la religion locale, le rastafarisme qui est devenue une vraie façon de vivre et de penser pour la population locale. On voit aussi dans ce film la pauvreté de la Jamaïque, le "real ghetto youth", les histoires de gangs qui tuent presque quotidiennement. Le film montre aussi l'ambiance, la danse, la musique, ce qui permet d'oublier tous ces problèmes et d'évacuer.